# Ronde van Groot-Brittannië 2019
De 79e editie van de wielerwedstrijd Ronde van Groot-Brittannië vond in 2019 plaats van 7 tot en met 14 september. De start was in Glasgow en de finish was in Manchester. De ronde was onderdeel van de UCI Europe Tour 2019, in de categorie 2.HC. De Fransman Julian Alaphilippe won in 2018 en werd opgevolgd door de Nederlander Mathieu van der Poel.

## Ploegen
Er namen 10 UCI WorldTeams, 5 professionele continentale teams, 4 continentale teams en één nationale selectie deel.
| WorldTour | ProContinentaal                                                                                                 | Continentaal                                                                      | Nationale selectie  |
| --- | --- | --------------------------------------------------------------------------------- | ------------------- |
| AG2R La Mondiale EF Education First Lotto Soudal Mitchelton-Scott Movistar Team Team Dimension Data Team INEOS Team Jumbo-Visma Team Katjoesja Alpecin Team Sunweb | Corendon-Circus Israel Cycling Academy Riwal-Readynez Cycling Team Sport Vlaanderen-Baloise Wanty-Groupe Gobert | Canyon dhb p/b Bloor Homes Madison-Genesis SwiftCarbon Pro Cycling Wiggins Le Col | Verenigd Koninkrijk |

## Etappe-overzicht
| Etappe | Datum        | Start              | Finish                      | Type                | Afstand  | Winnaar              | Klassementsleider    |
| ------ | ------------ | ------------------ | --------------------------- | ------------------- | -------- | -------------------- | -------------------- |
| 1      | 7 september  | Glasgow            | Kirkcudbright               | Heuvelrit           | 201,5 km | Dylan Groenewegen    | Dylan Groenewegen    |
| 2      | 8 september  | Kelso              | Kelso                       | Heuvelrit           | 166,4 km | Matteo Trentin       | Matteo Trentin       |
| 3      | 9 september  | Berwick-upon-Tweed | Newcastle upon Tyne         | Vlakke rit          | 182,2 km | Dylan Groenewegen    | Matteo Trentin       |
| 4      | 10 september | Gateshead          | Kendal                      | Bergrit             | 171,5 km | Mathieu van der Poel | Mathieu van der Poel |
| 5      | 11 september | Birkenhead Park    | Birkenhead Park             | Vlakke rit          | 174 km   | Dylan Groenewegen    | Matteo Trentin       |
| 6      | 12 september | Pershore           | Pershore                    | Individuele tijdrit | 14,5 km  | Edoardo Affini       | Mathieu van der Poel |
| 7      | 13 september | Warwick            | Burton Dassett Country Park | Heuvelrit           | 186,5 km | Mathieu van der Poel | Mathieu van der Poel |
| 8      | 14 september | Altrincham         | Manchester                  | Heuvelrit           | 165 km   | Mathieu van der Poel | Mathieu van der Poel |

## Klassementenverloop
| Etappe       | Winnaar              | Algemeen klassement  | Bergklassement | Puntenklassement  | Ploegenklassement   |
| ------------ | -------------------- | -------------------- | -------------- | ----------------- | ------------------- |
| 1            | Dylan Groenewegen    | Dylan Groenewegen    | Jacob Scott    | Dylan Groenewegen | Wanty-Groupe Gobert |
| 2            | Matteo Trentin       | Matteo Trentin       | Jacob Scott    | Matteo Trentin    | Team INEOS          |
| 3            | Dylan Groenewegen    | Matteo Trentin       | Jacob Scott    | Matteo Trentin    | Team INEOS          |
| 4            | Mathieu van der Poel | Mathieu van der Poel | Jacob Scott    | Matteo Trentin    | Team INEOS          |
| 5            | Dylan Groenewegen    | Matteo Trentin       | Jacob Scott    | Matteo Trentin    | Team INEOS          |
| 6            | Edoardo Affini       | Mathieu van der Poel | Jacob Scott    | Matteo Trentin    | Team INEOS          |
| 7            | Mathieu van der Poel | Mathieu van der Poel | Jacob Scott    | Matteo Trentin    | Team INEOS          |
| 8            | Mathieu van der Poel | Mathieu van der Poel | Jacob Scott    | Matteo Trentin    | Team INEOS          |
| 0Eindstanden | 0Eindstanden         | Mathieu van der Poel | Jacob Scott    | Matteo Trentin    | Team INEOS          |

1987 · 
1988 · 
1989 · 
1990 · 
1991 · 
1992 · 
1993 · 
1994 · 
1995 · 
1996 · 
1997 · 
1998 · 
1999 · 
2000 · 
2001 · 
2002 · 
2003 · 
2004 · 
2005 · 
2006 · 
2007 · 
2008 · 
2009 · 
2010 · 
2011 · 
2012 · 
2013 · 
2014 · 
2015 · 
2016 ·
2017 · 
2018 ·
2019 ·
2020 · 
2021 · 
2022 · 
2023 · 
2024 ·